# Mattias Käit
Mattias Käit (* 29. Juni 1998 in Tallinn) ist ein estnischer Fußballspieler.

## Karriere

### Verein
Mattias Käit wurde im Jahr 1998 in der estnischen Hauptstadt Tallinn geboren. Seine Karriere begann er in seiner Geburtsstadt beim FC Levadia Tallinn. Für den Verein spielte er bis zum Jahr 2014. Im selben Jahr folgte ein Wechsel in die Jugendakademie des englischen Vereins FC Fulham der im gleichnamigen Stadtteil von London beheimatet ist. Ein Jahr später unterschrieb er seinen ersten Profivertrag bei den Cottagers. Der bis zum Jahr 2017 laufende Vertrag wurde später bis 2019 verlängert. Ab der Saison 2015/16 kam Käit dann in der Reserve League zum Einsatz. Im Januar 2018 wurde der 19-Jährige Käit bis zum Ende der Saison 2017/18 an den schottischen Erstligisten Ross County verliehen. Sein Debüt gab er am 3. Februar 2018, bei einem 4:1-Auswärtssieg gegen den FC Dundee. Es folgten fünf weitere Einsätze und am Saisonende stieg Ross County in die Zweitklassigkeit ab. Nach einem weiteren Jahr in der U23 von Fulham wechselte er im Sommer 2019 weiter zum NK Domžale nach Slowenien. Nach zwei Jahren spielte er 2021 kurzzeitig in Norwegen beim FK Bodø/Glimt, mit dem er am Jahresende die norwegische Meisterschaft gewann, blieb dabei jedoch ohne Einsatz in der Liga. Nach einem halben Jahr zog er Anfang 2022 weiter nach Rumänien zu Rapid Bukarest, wo er die folgenden dreieinhalb Jahre aktiv war. Im Sommer 2025 schloss er sich dem Schweizer Superligisten FC Thun an.

### Nationalmannschaft
Mattias Käit spielte von 2012 bis 2016 für estnische Nachwuchs-Nationalmannschaften und durchlief die U16-, die U17-, die U19-, die U21- und die U23-Nationalmannschaft. 
Im Alter von 17 Jahren 6 Monaten und 8 Tagen debütierte er am 6. Januar 2016 in der estnischen A-Nationalmannschaft im Spiel gegen Schweden. In seinem zweiten Länderspiel im Oktober 2016 erzielte er im Spiel gegen Gibraltar in der WM-Qualifikation seine ersten zwei Länderspieltore. Mit vier Toren war Käit bester estnischer Torschütze in der Qualifikation. Sein Tor gegen Zypern wurde mit dem Hõbepall (Silberball) als schönstes Länderspieltor des Jahres 2017 ausgezeichnet. Mit der Nationalmannschaft nahm er am Baltic Cup 2018 teil.
Mit der estnischen Mannschaft gewann er den Baltic Cup 2020 und wurde bei diesem Wettbewerb auch Torschützenkönig.